# Karojba
Karojba är en ort i Kroatien.   Den ligger i länet Istrien, i den västra delen av landet, 180 km väster om huvudstaden Zagreb. Karojba ligger 275 meter över havet och antalet invånare är 1 489.
Terrängen runt Karojba är kuperad åt nordost, men åt sydväst är den platt. Terrängen runt Karojba sluttar norrut. Runt Karojba är det ganska tätbefolkat, med 52 invånare per kvadratkilometer. Närmaste större samhälle är Pazin, 11,1 km sydost om Karojba. Omgivningarna runt Karojba är en mosaik av jordbruksmark och naturlig växtlighet.